# Philodendron niqueanum
Philodendron niqueanum är en kallaväxtart som beskrevs av Thomas Bernard Croat. Philodendron niqueanum ingår i släktet Philodendron och familjen kallaväxter. Inga underarter finns listade.